# Nomenclatuur van territoriale eenheden voor de statistiek
De nomenclatuur van territoriale eenheden voor de statistiek, afgekort NUTS naar het Franse Nomenclature des Unités Territoriales Statistiques, is een samenhangend systeem voor de indeling van het grondgebied van de Europese Unie met het oog op de opstelling van regionale statistieken.

## Algemeen
Deze nomenclatuur werd opgesteld door Eurostat om een zekere uniformiteit en standaardisatie te krijgen in de statistieken over de Europese Unie.
Bovendien wordt sinds 1988 de nomenclatuur gebruikt voor tal van communautaire wetten.
De NUTS-regio's vallen niet per definitie samen met bestuurlijke eenheden zoals provincies en districten.
Men onderscheidt drie niveaus van onderverdeling: de NUTS 1-, NUTS 2- en de NUTS 3-regio's. Vroeger werden ook NUTS 4 en NUTS 5 gebruikt, maar deze zijn vervangen door de twee niveaus in de LAU (Local Administrative Unit) classificatie.

## Grootte van de regio's
Afhankelijk van de grootte van de regio maakt men een onderscheid tussen de gebieden
| Niveau | Minimum   | Maximum   |
| ------ | --------- | --------- |
| NUTS 1 | 3 miljoen | 7 miljoen |
| NUTS 2 | 800 000   | 3 miljoen |
| NUTS 3 | 150 000   | 800 000   |

NUTS 1 in Europa
NUTS 2 in Europa
NUTS 3 in Europa

## België

### NUTS 1
De NUTS 1-gebieden in België vallen samen met de gewesten:
- Vlaanderen
- Wallonië
- Brussels Hoofdstedelijk Gewest

### NUTS 2
De NUTS 2-gebieden vallen samen met de tien provincies én weer het Brussels Hoofdstedelijk Gewest.
- Antwerpen
- Limburg
- Oost-Vlaanderen
- Vlaams-Brabant
- West-Vlaanderen
- Brussels Hoofdstedelijk Gewest
- Henegouwen
- Luik
- Luxemburg
- Namen
- Waals-Brabant

### NUTS 3
De NUTS 3-gebieden in België zijn de arrondissementen. Dat zijn er 43.

## Nederland

### NUTS 1
De NUTS 1-gebieden in Nederland zijn vier grote landsdelen. Deze gebieden zijn samengesteld als een groepering van provincies.
- NL1: Noord-Nederland (Drenthe, Groningen en Friesland)
- NL2: Oost-Nederland (Flevoland, Overijssel en Gelderland)
- NL3: West-Nederland (Noord-Holland, Zuid-Holland, Utrecht en Zeeland)
- NL4: Zuid-Nederland (Noord-Brabant en Limburg)

### NUTS 2
De NUTS 2-gebieden in Nederland zijn de provincies.
- Drenthe
- Flevoland
- Friesland
- Gelderland
- Groningen
- Limburg
- Noord-Brabant
- Noord-Holland
- Overijssel
- Utrecht
- Zeeland
- Zuid-Holland

### NUTS 3
De NUTS 3-gebieden in Nederland zijn de 40 COROP-regio's.

## Overige lidstaten
Daarnaast zijn alle andere Europese lidstaten ook opgedeeld in NUTS-gebieden. Sommige daarvan echter niet in alle drie de klassen van NUTS-gebieden.
- Bulgarije
  - NUTS 1: 2 regio's (rajoni)
  - NUTS 2: 6 planregio's (rajoni za planirane)
  - NUTS 3: 28 oblasten (oblasti)
- Cyprus
  - NUTS 1: Cyprus
- Denemarken
  - NUTS 1: Denemarken
  - NUTS 2: 5 regio's (regioner)
  - NUTS 3: 11 landsdelen (landsdele)
- Duitsland
  - NUTS 1: 16 deelstaten (Bundesländer)
  - NUTS 2: 39 regio's (Regierungsbezirke)
  - NUTS 3: 429 districten (Kreise)
- Estland
  - NUTS 1: Estland
  - NUTS 2: Estland
  - NUTS 3: 5 graafschappen (maakond)
- Finland
  - NUTS 1: 2 landsdelen (Het vasteland en de autonome regio van Åland; Manner-Suomi, Ahvenananmaa)
  - NUTS 2: 5 wards (suuralueet)
  - NUTS 3: 20 landschappen (maakunnat)
- Frankrijk
  - NUTS 1: 9 planregio's (de zogenaamde Z.E.A.T.)
  - NUTS 2: 18 regio's (régions)
  - NUTS 3: 101 departementen (départements)
- Griekenland
  - NUTS 1: 4 planregio's (periochés)
  - NUTS 2: 13 regio's (periféreies)
  - NUTS 3: 51 departementen (nomoi)
- Hongarije
  - NUTS 1: 3 groepregio's (statisztikai nagyrégiók)
  - NUTS 2: 7 regio's (tervezési statisztikai régiók)
  - NUTS 3: 20 comitaten (Boedapest wordt hier meegeteld als comitaat, megyék)
- Ierland
  - NUTS 1: Ierland
  - NUTS 2: 2 regio's (regions of réxions)
  - NUTS 3: 8 kleinregio's (small regions of pequenas rexións)
- Italië
  - NUTS 1: 5 groepregio's (gruppi di regioni)
  - NUTS 2: 21 regio's (regioni)
  - NUTS 3: 107 provinciën (provincie)
- Kroatië
  - NUTS 1: Kroatië
  - NUTS 2: 2 regio's (regija)
  - NUTS 3: 21 graafschappen (županije)
- Letland
  - NUTS 1: Letland
  - NUTS 2: Letland
  - NUTS 3: 6 regio's (reģionos)
- Litouwen
  - NUTS 1: Litouwen
  - NUTS 2: Litouwen
  - NUTS 3: 10 graafschappen (apskritys)
- Luxemburg
  - NUTS 1: Luxemburg
- Malta
  - NUTS 1: Malta
  - NUTS 2: Malta
  - NUTS 3: 2 eilanden (gzejjer)
- Oostenrijk
  - NUTS 1: 3 groepregio's (Gruppen von Bundesländern)
  - NUTS 2: 9 deelstaten (Bundesländern)
  - NUTS 3: 35 districten (Bezirke)
- Polen
  - NUTS 1: 6 regio's (regiony)
  - NUTS 2: 16 woiwodschappen (województwa)
  - NUTS 3: 66 powiats (powiat grodzki)
- Portugal
  - NUTS 1: 3 groepregio's (bestaand uit het Portugese vasteland en twee eilandengroepen, continente)
  - NUTS 2: 7 autonome regio's (regioes autonomas)
  - NUTS 3: 30 groepgemeentes (grupos de concelhos)
- Roemenië
  - NUTS 1: 4 groepregio's (macroregiuni)
  - NUTS 2: 8 regio's (regiuni)
  - NUTS 3: 42 districten (inclusief Boekarest, judet)
- Slovenië
  - NUTS 1: Slovenië
  - NUTS 2: 2 groepregio's (kohezijske regije)
  - NUTS 3: 12 regio's (statistične regije)
- Slowakije
  - NUTS 1: Slowakije
  - NUTS 2: 4 oblasten (oblasti)
  - NUTS 3: 8 regio's (kraje)
- Spanje
  - NUTS 1: 7 regio's (regiones)
  - NUTS 2: 19 autonome gemeenschappen (Comunidades y ciudades Autonomas)
  - NUTS 3: 59 provinciën (provincias)
- Tsjechië
  - NUTS 1: Tsjechië
  - NUTS 2: 8 oblasten (oblasti)
  - NUTS 3: 14 regio's (kraje)